# 외파수도
외파수도(外波水島)는 충청남도 태안군 안면읍 승언리에 속하는 서해의 섬이다. 북쪽으로 내파수도,남쪽으로 보령시 오천면의 명덕도와 접한다. 서남쪽 방포해수욕장의 자연적 방파제 역할을 한다. 충청남도는 2016년 서해 바다에 어류 성장을 위해 인공 어초를 조성하였는데, 인공어초 조성지 중 하나가 바로 외파수도로 보령시 석대도, 서산시 간월도, 당진시 난지도, 태안군 격렬비열도를 포함한 82ha의 지역에 인공어초를 조성한 바 있다.
바다낚시로  감성돔, 농어, 우럭, 숭어가 낚인다.

## 근처 볼거리
- 방포해수욕장 (외파수도는 방포해수욕장의 서남쪽 지점에 위치해 있다.)
- 내파수도

## 참고 문헌
- [깨진 링크(과거 내용 찾기)]